# Censura de TikTok

TikTok prohibido en dispositivos gubernamentales
TikTok con prohibiciones de jure, pero de facto no aplicadas
TikTok temporalmente prohibido en el pasado
TikTok actualmente prohibido para todos los usuarios
TikTok no está disponible porque se usa la versión nacional

La censura de TikTok se ha dado por parte de múltiples agencias gubernamentales y empresas privadas que han impuesto o intentado imponer prohibiciones en el servicio de la red social china TikTok. Países como India y Estados Unidos han expresado su preocupación por la propiedad de la aplicación por parte de la empresa china ByteDance, e intentan prohibirla en las tiendas de aplicaciones. Países como Indonesia y Bangladés lo han prohibido por preocupaciones relacionadas con la pornografía, mientras que otros como Armenia y Azerbaiyán han implementado restricciones para mitigar la difusión de información que podría conducir a un conflicto. Siria lo ha prohibido supuestamente debido al tráfico de personas hacia Europa y otros países a través de su frontera compartida con Turquía.

## África

### Senegal
En agosto de 2023, Senegal bloqueó TikTok tras la detención del líder opositor Ousmane Sonko. En octubre, el país dijo que quería firmar un acuerdo regulatorio integral con la plataforma antes de levantar su prohibición.

### Somalia
El 21 de agosto de 2023, el Ministerio de Comunicaciones de Somalia anunció la prohibición de TikTok (junto con Telegram y 1xBet) citando la difusión de propaganda y contenido indecente, pero el llamamiento no se ha aplicado. 

### Kenia
Un individuo ha presentado una petición para prohibir TikTok en Kenia. Sin embargo, se trata de contenido no regulado en la plataforma, no de la supresión indirecta por parte del gobierno de las críticas en línea.

## Asia

### Afganistán
En abril de 2022, un portavoz del gobierno talibán declaró que la aplicación se prohibiría por «engañar a la generación más joven» y que el contenido de TikTok «no era compatible con las leyes islámicas».

### Armenia
En octubre de 2020, los usuarios de TikTok en Armenia informaron una pérdida de funcionalidad de la aplicación, aunque no se ha confirmado si esto fue el resultado de alguna intervención del gobierno armenio en respuesta al uso de la aplicación por parte de fuentes azerbaiyanas para difundir información que ellos consideran errónea durante la segunda guerra del Alto Karabaj.

### Azerbaiyán
El 27 de septiembre de 2020, los ciudadanos de Azerbaiyán notaron restricciones en las redes sociales en una variedad de plataformas, incluidas TikTok, Facebook, Twitter, LinkedIn, YouTube y otras. NetBlocks confirmó las restricciones en las redes sociales y plataformas de comunicación a través de Twitter. Según el Ministerio de Transporte, Comunicaciones y Tecnología de Azerbaiyán, estas restricciones se emitieron en un intento de «prevenir provocaciones a gran escala de Armenia», durante la Segunda guerra del Alto-Karabaj.
El 19 de septiembre de 2023, Azerbaiyán volvió a restringir el acceso a TikTok, debido a los enfrentamientos de Nagorno-Karabaj de 2023.

### Bangladés
En noviembre de 2018, el gobierno de Bangladés bloqueó el acceso a Internet de la aplicación TikTok como parte de las medidas enérgicas de Bangladés contra sitios de pornografía y apuestas. «Quiero crear una Internet segura para todos los bangladesíes, incluidos los niños. Y esta es mi guerra contra la pornografía. Y será una guerra continua», dijo Mustafa Jabbar, Oficial de Correos y Comunicaciones de Bangladés.
En agosto de 2020, el gobierno de Bangladés solicitó que TikTok eliminara de la plataforma 10 videos que se cargaron desde el país. «Las autoridades de TikTok le han dicho al gobierno que eliminarán los videos 'ofensivos' subidos desde Bangladés», dijo el ministro de Correos y Telecomunicaciones de Bangladés. Como resultado, el gobierno de Bangladés eliminó la prohibición de TikTok.
En junio de 2021, Law and Life Foundation, una organización de derechos humanos, emitió un aviso legal al gobierno de Bangladés que buscaba la prohibición de aplicaciones «peligrosas y dañinas» como TikTok, PUBG y Free Fire, pero no obtuvo respuesta. Poco después, los abogados de Law and Life Foundation presentaron una petición ante el Tribunal Superior, compartiendo las preocupaciones de la organización. En agosto de 2020, el Tribunal Superior alentó al gobierno de Bangladés a prohibir aplicaciones «peligrosas y dañinas» como TikTok, PUBG y Free Fire para «salvar a los niños y adolescentes de la degradación moral y social».

### India

#### Prohibición de 2019
El 3 de abril de 2019, el Tribunal Supremo de Madrás, durante una PIL, solicitó al gobierno de India que prohibiera la aplicación, citando que «fomenta la pornografía» y muestra «contenido inapropiado». El tribunal también señaló que los menores que usaban la aplicación corrían el riesgo de ser atacados por depredadores sexuales. El tribunal pidió además a los medios de difusión que no transmitieran ninguno de los videos de la aplicación. El portavoz de TikTok afirmó que estaban cumpliendo con las leyes locales y estaban esperando la copia de la orden judicial antes de tomar medidas. El 17 de abril, tanto Google como Apple eliminaron TikTok de Google Play y App Store. Como el tribunal se negó a reconsiderar la prohibición, la empresa declaró que había eliminado más de 6 millones de videos que violaban sus políticas y pautas de contenido.
El 25 de abril de 2019, se levantó la prohibición después de que el Tribunal Superior de Madrás revocara su orden, luego de una declaración del desarrollador de TikTok, ByteDance Technology. «Estamos comprometidos a mejorar continuamente nuestras características de seguridad como testimonio de nuestro compromiso continuo con nuestros usuarios en la India», dijo TikTok en un comunicado de prensa oficial. La prohibición de TikTok en India podría haberle costado a la aplicación 15 millones de nuevos usuarios.

#### Prohibición de 2020
TikTok, junto con otras 58 aplicaciones creadas en China, fue prohibida por completo en India por el Ministerio de Electrónica y Tecnología de la Información el 29 de junio de 2020, con una declaración que decía que eran «perjudiciales para la soberanía y la integridad de India, la defensa de India, la seguridad del Estado y el orden público». La prohibición fue en respuesta a un enfrentamiento militar entre las tropas indias y chinas en un territorio en disputa a lo largo de la frontera compartida entre Ladakh y Sichuan. Después de una escaramuza anterior en 2017 entre los militares de los dos países más poblados del mundo, el ejército indio exigió que sus tropas eliminaran docenas de aplicaciones chinas de sus dispositivos por motivos de seguridad nacional. Aplicaciones como Weibo, UC Browser y Shareit se encuentran entre las aplicaciones que se eliminaron en ese momento y ahora se prohibieron por completo.
El gobierno indio dijo que la decisión de prohibir las aplicaciones fue «para proteger los datos y la privacidad de sus 1300 millones de ciudadanos» y para detener la tecnología que estaba «robando y transmitiendo subrepticiamente los datos de los usuarios en servidores no autorizados fuera de la India». Dev Khare, socio de la firma de riesgo Lightspeed India, dijo que aunque la prohibición de aplicaciones de India fue un paso populista para «sentirse bien», no lo vio como algo malo porque «es algo que China hizo hace mucho tiempo» y «el resto del mundo tiene derecho a hacérselo a China».

### Indonesia
El 3 de julio de 2018, TikTok se prohibió temporalmente en Indonesia después de que el gobierno de Indonesia lo acusara de promulgar «pornografía, contenido inapropiado y blasfemia». Rudiantra, Ministro de Comunicaciones e Información de Indonesia dijo: «La aplicación tiene mucho contenido negativo y dañino, especialmente para los niños», y agregó que «una vez que TikTok pueda darnos garantías de que pueden mantener un contenido limpio, se podrá volver a abrir». TikTok rápidamente respondió prometiendo reclutar a 20 empleados para censurar el contenido de TikTok en Indonesia, y la prohibición se levantó ocho días después.

### Irán
Los iraníes no pueden acceder a TikTok debido tanto a las reglas de TikTok como a la censura iraní.

### Jordania
El 17 de diciembre de 2022, Jordania anunció una prohibición temporal de TikTok, luego de la muerte de un oficial de policía durante enfrentamientos con manifestantes. El 23 de diciembre, los medios de comunicación locales en Jordania informaron que la plataforma había vuelto a la normalidad, luego de su suspensión de seis días. En mayo de 2023, se informó de que la aplicación seguía prohibida, y fuentes gubernamentales anónimas afirmaron que la empresa aún no había cumplido con todos sus requisitos.

### Kirguistán
Las autoridades prohibieron el uso de TikTok en agosto de 2023, citando preocupaciones sobre el desarrollo de los niños.

### Nepal
El 13 de noviembre de 2023, el Gobierno de Nepal anunció que iba a prohibir TikTok. Se informó que la razón principal de la prohibición fue que la armonía social se vio perturbada por el "mal uso" de la aplicación de video y que había una creciente demanda para controlarla.

### Pakistán
Durante 15 meses hasta noviembre de 2021, la Autoridad de Telecomunicaciones de Pakistán (ATP) impuso y levantó cuatro prohibiciones contra TikTok.
En octubre de 2020, Pakistán ordenó la prohibición de TikTok por contenido «inmoral, obsceno y vulgar». La prohibición se revocó diez días después, luego de que ByteDance declarara que eliminaría el contenido objetable de TikTok y bloquearía a los usuarios que subieran «contenido pornográfico y paedo».
En marzo de 2021, un tribunal provincial, la orden del Tribunal Superior de Peshawar, respondió a una petición presentada por un residente de Punyab. La petición decía que la plataforma de TikTok se estaba utilizando para promover el crimen y glorificaba el uso de drogas y armas en sus videos cortos y pedía a la ATP que prohibiera la aplicación una vez más. Según Sara Ali Khan, representante legal del residente de Punyab, la ATP anunció que TikTok no había demostrado adecuadamente su capacidad para moderar contenido «inmoral» e «indecente». Incluso con la eliminación de más de 6 millones de videos entre enero de 2021 y marzo de 2021, la ATP no quedó satisfecha y prohibió la aplicación por completo. La ATP levantó la prohibición en abril de 2021 después de que TikTok les asegurara que «filtraría y moderaría el contenido».
El 28 de junio de 2021, la orden del Tribunal Superior de Sindh instó a la ATP a restaurar la prohibición de TikTok por la supuesta «propagación de la inmoralidad y la obscenidad». El 30 de junio de 2021, la ATP anunció que había bloqueado una vez más el acceso de los ciudadanos a la aplicación para compartir videos. Tres días después, el tribunal retiró su decisión.
El 20 de julio de 2021, la ATP instituyó una prohibición de TikTok debido a la «presencia continua de contenido inapropiado en la plataforma y su incapacidad para eliminar dicho contenido». Según una declaración de la ATP, «como resultado de compromiso continuo, la alta gerencia de la plataforma aseguró (a) la ATP de su compromiso de tomar las medidas necesarias para controlar el contenido ilegal de acuerdo con las leyes locales y las normas sociales». En consecuencia, el 19 de noviembre de 2021, la ATP acordó actuar rápidamente y una vez más dar marcha atrás y eliminar la cuarta prohibición de TikTok en Pakistán. La ATP dijo en un tuit que «continuará monitoreando la plataforma para garantizar que no se difunda contenido ilegal contrario a la ley de Pakistán y los valores sociales».

### Taiwán
En 2022, las autoridades taiwanesas prohibieron TikTok en los dispositivos del sector público debido a la preocupación de que el gobierno chino los usara para llevar a cabo una «guerra cognitiva» contra Taiwán.

### Vietnam
En Vietnam, la censura de TikTok se ha convertido en un tema complejo y controvertido.  El gobierno vietnamita ha impuesto numerosas regulaciones y restricciones sobre el contenido permitido en la plataforma, en particular el contenido relacionado con la política y temas que podrían afectar la seguridad nacional.Algunos usuarios han informado que los videos relacionados con protestas o temas delicados han sido eliminados o restringidos. Esto ha provocado una reacción violenta de la comunidad en línea, y muchos argumentan que esta censura viola la libertad de expresión y los derechos de los usuarios.

### Uzbekistán
El 2 de julio de 2021, TikTok fue incluido por Uzkomnazorat en el registro de infractores de la ley de datos personales y el acceso a ella desde las direcciones IP uzbekas se volvió imposible.

## Europa
En febrero de 2023, la Comisión Europea y el Consejo Europeo prohibieron TikTok de los dispositivos oficiales. El presidente francés, Emmanuel Macron, calificó la aplicación de «engañosamente inocente» y, según los informes, habló de su deseo de regular la aplicación cuando visitó los Estados Unidos en noviembre de 2022.

### Albania
Según palabras de primer ministro de Albania, Edi Rama, la red social será prohibida en el país durante el año 2025 a causa de una pelea generada por estudiantes en Tirana, la cual provocó un asesinato y una persona herida con antecedentes de un conflicto en la red social.

### Austria
En mayo de 2023, siguiendo el consejo de los servicios de inteligencia de Austria y de varios expertos ministeriales, el gobierno federal austriaco decidió prohibir el uso privado y la instalación de TikTok en los dispositivos de trabajo de los empleados federales. 

### Bélgica
En marzo de 2023, Bélgica prohibió TikTok en todos los dispositivos de trabajo del gobierno federal por cuestiones de ciberseguridad, privacidad y desinformación.

### Dinamarca
En marzo de 2023, el Ministerio de Defensa de Dinamarca prohibió TikTok en dispositivos de trabajo.

### Estonia
El 29 de marzo de 2023, el ministro de Emprendimiento y Tecnología de la Información, Kristjan Järvan, anunció que se prohibirá el uso y la instalación de la aplicación TikTok en los teléfonos inteligentes emitidos por el estado a las autoridades. En una entrevista con el diario Eesti Päevaleht, Järvan declaró que la aplicación se eliminará de los teléfonos inteligentes administrados centralmente y su instalación estará prohibida a partir de este mes.

### Francia
En 2022, el presidente francés, Emmanuel Macron, acusó a TikTok de censurar contenidos y promover la adicción en línea entre los jóvenes. En marzo de 2023, Francia prohibió todas las "aplicaciones recreativas", incluidas TikTok y otras aplicaciones como Twitter, Instagram y Netflix, o juegos como Candy Crush en los teléfonos de los empleados del gobierno debido a preocupaciones relacionadas con medidas de seguridad de datos insuficientes.

### Letonia
En marzo de 2023, el Ministerio de Asuntos Exteriores de Letonia prohibió TikTok en los dispositivos de trabajo, alegando razones de seguridad.

### Países Bajos
En noviembre de 2022, el Ministerio de Asuntos Generales de los Países Bajos aconsejó al personal del gobierno que «suspendiera el uso de TikTok para el gobierno hasta que TikTok haya ajustado su política de protección de datos».

### Malta
La Agencia de Tecnología de la Información de Malta (MITA) bloqueó la aplicación TikTok en todos los dispositivos gubernamentales a menos que los usuarios tengan un paquete de Internet 'Standards Plus'.

### Noruega
En marzo de 2023, siguiendo el consejo de la Autoridad de Seguridad Nacional, el primer ministro Jonas Gahr Støre prohibió TikTok en los teléfonos y tabletas de trabajo utilizados por ministros, secretarios de Estado y asesores políticos.

### Rusia
En marzo de 2022, Rusia criminalizó la difusión de "desinformación" contra su guerra con Ucrania. Luego, TikTok prohibió cualquier carga nueva y solo permitió videos antiguos que se cargaron dentro de Rusia.TikTok ha resistido la represión de inteligencia de Putin controlando y aislando a los usuarios de Putin del mundo exterior, al tiempo que permite la propaganda nacional.

### Rumania
En noviembre de 2024, el regulador de telecomunicaciones de Rumanía pidió que se suspendiera TikTok en medio de acusaciones de interferencia en las elecciones presidenciales rumanas de 2024.

### República Checa
En marzo de 2023, la Agencia Nacional Checa de Seguridad Cibernética y de la Información (NÚKIB) emitió una advertencia contra TikTok, citando la ciberseguridad, la privacidad y los posibles riesgos de influencia como amenazas para las infraestructuras críticas y las instituciones públicas.

### Reino Unido
En marzo de 2023, el gobierno del Reino Unido anunció que TikTok estaría prohibido en dispositivos electrónicos utilizados por ministros y otros empleados, en medio de preocupaciones de seguridad relacionadas con el manejo de datos de usuarios por parte de la aplicación.

## América

### Canadá
En febrero de 2023, luego de una revisión de TikTok del Director de Información de Canadá, el gobierno canadiense prohibió la aplicación en todos los dispositivos de funcionarios de gobierno.En septiembre de 2023, el gobierno federal canadiense inició una revisión de seguridad nacional de TikTok en virtud de la Ley de Inversiones de Canadá.
Poco después, los gobiernos provinciales y territoriales de Alberta, Columbia Británica, Manitoba, Nuevo Brunswick, Terranova y Labrador, Territorios del Noroeste, Nueva Escocia, Nunavut Ontario, Isla Príncipe Eduardo, Quebec, y Saskatchewan prohibieron la aplicación en dispositivos de funcionarios del gobierno.
En noviembre de 2024, tras una revisión de seguridad nacional, el gobierno canadiense ordenó a TikTok que disolviera sus operaciones en Canadá. TikTok declaró que impugnaría la decisión del gobierno en los tribunales.

### Estados Unidos

#### Primera administración Trump
En 2020, el gobierno de los Estados Unidos anunció que estaba considerando prohibir la plataforma china TikTok a pedido del entonces presidente Donald Trump, quien vio la aplicación como una amenaza a la seguridad nacional. El resultado fue que el propietario de TikTok, ByteDance, que inicialmente planeó vender una pequeña porción de TikTok a una empresa estadounidense, acordó vender TikTok para evitar una prohibición en los Estados Unidos y en otros países donde también se están considerando restricciones debido a preocupaciones de privacidad que a su vez están relacionados principalmente con su propiedad por parte de una empresa con sede en China.
TikTok luego anunciaría planes para iniciar acciones legales desafiando las prohibiciones transaccionales de la orden con empresas estadounidenses. La demanda contra la orden de la administración Trump se presentó el 24 de agosto y afirmaba que la orden de la administración estaba motivada por los esfuerzos de Trump para impulsar el apoyo a su reelección a través de políticas comerciales proteccionistas dirigidas a China. Una demanda separada presentada el mismo día por el gerente del programa técnico estadounidense de TikTok, Patrick Ryan, contra Trump y el secretario de Comercio, Wilbur Ross, solicitó una orden de restricción temporal (TRO), argumentando que se violaron sus derechos al debido proceso y que la prohibición fue una «toma inconstitucional» de la propiedad de Ryan bajo la Quinta Enmienda; la demanda también afirmó que la acción de Trump probablemente fue una represalia debido a las bromas de TikTok dirigidas a un mitin de campaña del 20 de junio.
La compañía de tecnología estadounidense Microsoft había propuesto previamente una idea para adquirir el algoritmo de TikTok y otra tecnología de inteligencia artificial, pero ByteDance la rechazó, ya que sus ejecutivos expresaron su preocupación de que probablemente el gobierno chino se opondría, que criticó la orden de la administración Trump anteriormente como una venta forzada de «aplastar y agarrar» y el 13 de septiembre de 2021 sugirió que preferiría el cierre de las operaciones estadounidenses a tal venta.

#### Administración Biden
El 9 de junio de 2021, la Administración Biden emitió la Orden Ejecutiva 14034, «Protección de los datos confidenciales de los estadounidenses de adversarios extranjeros» («EO 14034»). EO 14034, anulando tres órdenes ejecutivas firmadas por Donald Trump: la orden ejecutiva 13942, la orden ejecutiva 13943 y la orden ejecutiva 13971. A pesar de que estas órdenes ejecutivas ahora se han revocado, la EO 14304 de la administración Biden ha pedido a agencias federales adicionales que continúen con una revisión amplia de aplicaciones de propiedad extranjera y así informar continuamente al presidente sobre el riesgo que las aplicaciones representan para los datos personales y la seguridad nacional. La Casa Blanca dijo en un comunicado que «la Administración Biden se compromete a promover una Internet abierta, interoperable, confiable y segura; proteger los derechos humanos en línea y fuera de línea; y apoyar una economía digital global vibrante».
El 30 de diciembre de 2022, el presidente Joe Biden aprobó la Ley No TikTok en dispositivos gubernamentales, que prohíbe el uso de la aplicación en dispositivos propiedad del gobierno federal, con algunas excepciones.
ByteDance impugnó la ley federal, que la Corte Suprema de los Estados Unidos acordó tomar como TikTok v. Garland en un calendario acelerado, con argumentos orales celebrados el 10 de enero de 2025, nueve días antes de la prohibición. El 17 de enero de 2025, la Corte Suprema confirmó la constitucionalidad de PAFACA por votación unánime, y el 18 de enero de 2025, TikTok fue bloqueado en todos los dispositivos en los Estados Unidos debido a la ley. Esta prohibición también ha afectado a algunos usuarios canadienses de la aplicación. 12 horas después, TikTok fue rápidamente desbancado, debido a que el presidente entrante Donald Trump dio una extensión de 90 días.

#### Crítica
Las prohibiciones y los intentos de prohibición en Estados Unidos han suscitado objeciones citando hipocresía, proteccionismo y no abordar la privacidad de los datos de los usuarios en general. Los críticos han calificado la posible prohibición de la aplicación como un ataque a la "libertad de expresión".

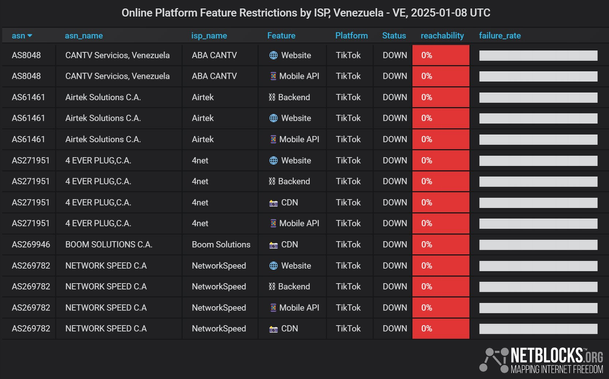
Confirmación de bloqueos de TikTok en Venezuela en 2025 por parte de la organización NetBlocks.

### Venezuela
En la madrugada del 9 de enero de 2025, el mismo día en el que se convocaron a manifestaciones en Venezuela, se bloqueó a TikTok junto con  DNS públicos, docenas de páginas y servicios de VPN por órdenes del regulador de las telecomunicaciones en el país CONATEL.